# Јана Павалић
Јана Павалић (Забок, 27. мај 2007) — хрватска пливачица, вишеструка национална првакиња и рекордерка, учесница светских првенстава и Олимпијских игара и светска јуниорска првакиња у трци на 50 метара делфин стилом из 2022. године.
Године 2023. Хрватски олимпијски одбор јој је доделио „Награду Дражен Петровић” за најбољег младог спортисту Хрватске. Њен старији брат Петар се такође бави пливањем.

## Спортска каријера
Јана је у доби од 9 година дијагностификован блажи облик сколиозе (неправилан раст кичменог стуба) те јој је пливање препоручено као вид терапије. Исте године почела је и са пливачким тренинзима на малом базену у Горњој Стубици, маленом месту у Крапинско-загорској жупанији, где живи са родитељима, оцем Марком и мајком Иреном, те старијим братом Петром. Недуго потом почела је да ради са тренером Ивицом Андроићем на базену ПК Олимп из суседног Забока.
Прво веће такмичење на коме је учествовала је било државно првенство Хрватске одржано у Ријеци, док је деби на међународној пливачкој сцени имала на Европском јуниорском првенству у Риму 2021. године. Јана је у Риму остварила и први велики успех у каријери пошто је у трци на 50 метара слободним стилом успела да исплива нови национални рекорд, а време од 25.28 секунди је уједно било довољно и за сребрну медаљу. У децембру исте године дебитовала је и у конкуренцији сениора, пошто се такмичила на Светском првенству у малим базенима у Абу Дабију.
Серију успешних резултата у конкуренцији јуниора наставила је и током 2022. године, прво на јуниорском првенству Европе у Отопенију где осваја бронзу у трци на 50 метара делфин стилом. Потом је на Европском олимпијском фестивалу младих у Банској Бистрици освојила злато (50 слободно) и сребро (100 слободно), а успешну јуниорску годину окончала је освајањем титуле светске првакиње у трци на 50 метара делфин стилом на првенству света у Лими.
На сениорском првенству Европе одржаном током јуна месеца 2024. у Београду успела је да у полуфиналу трке на 50 метара слободним стилом исплива олимпијску норму и на тај начин обезбеди себи учешће на Летњим олимпијским играма у Паризу 2024. године. У финалу је заузела пето место, а на истом такмичењу је пливала и у финалу трке на 50 метара делфин стилом (7. место). Недељу дана касније на Европском јуниорском првенству у Вилњусу осваја златну медаљу у трци на 50 метара делфин стилом (уз нови национални рекорд), те сребро на 50 метара слободним стилом.
На Олимпијским играма у Паризу, Јана се такмичила у две дисциплине. У квалификацијама трке на 50 метара слободним стилом је пливала у десетој групи у стази 5, и са временом од 25.24 секунди заузела је осмо место у својој квалификационој групи, односно укупно 25. место у конкуренцији 79 такмичарки. Трку на 100 метара слободно завршила је на 21. месту у конкуренцији 29 такмичарки, са временом од 55.77 секунди, што је био њен нови лични рекорд у тој дисциплини.
Годину је завршила учешћем на Светском првенству у малим базенима у Будимпешти, где јој је најбољи резултат било 17. место (уз нови лични рекорд) у трци на 50 метара слободним стилом.